# Vlag van Wessex

Vlag van Wessex

De vlag van Wessex, een voormalig graafschap in Zuidwest-Engeland, toont een twee-potige gevleugelde draak met een geschubde staart op een rood veld. Het graafschap komt voort uit het Koninkrijk Wessex dat na de verovering van England door de Deense Knoet de Grote in 1016 overging in een graafschap. In 1066 werd het graafschap ontbonden.

## Symboliek
De draak "wyvern" bestaat alleen in de heraldiek en symboliseert de voormalige koningen van Wessex. Het woord komt uit het oud Frans en betekent adder.

## Gebruik
De vlag wordt voor diverse toeristische doelstellingen gebruikt. In recente militaire geschiedenis is de draak, met opgeheven poot op een zwarte achtergrond, gebruikt als teken van groepering door de 43ste Wessex Divisie in de Tweede Wereldoorlog. Ook de Wessex Brigade, 1958-1969, en het Wessex Regiment, 1967-1995 gebruikten de draak.
Verder wordt de vlag gebruikt door de Wessex Regionalist Party, de Wessex Society en is het symbool van het Wessex Constitutional Convention.

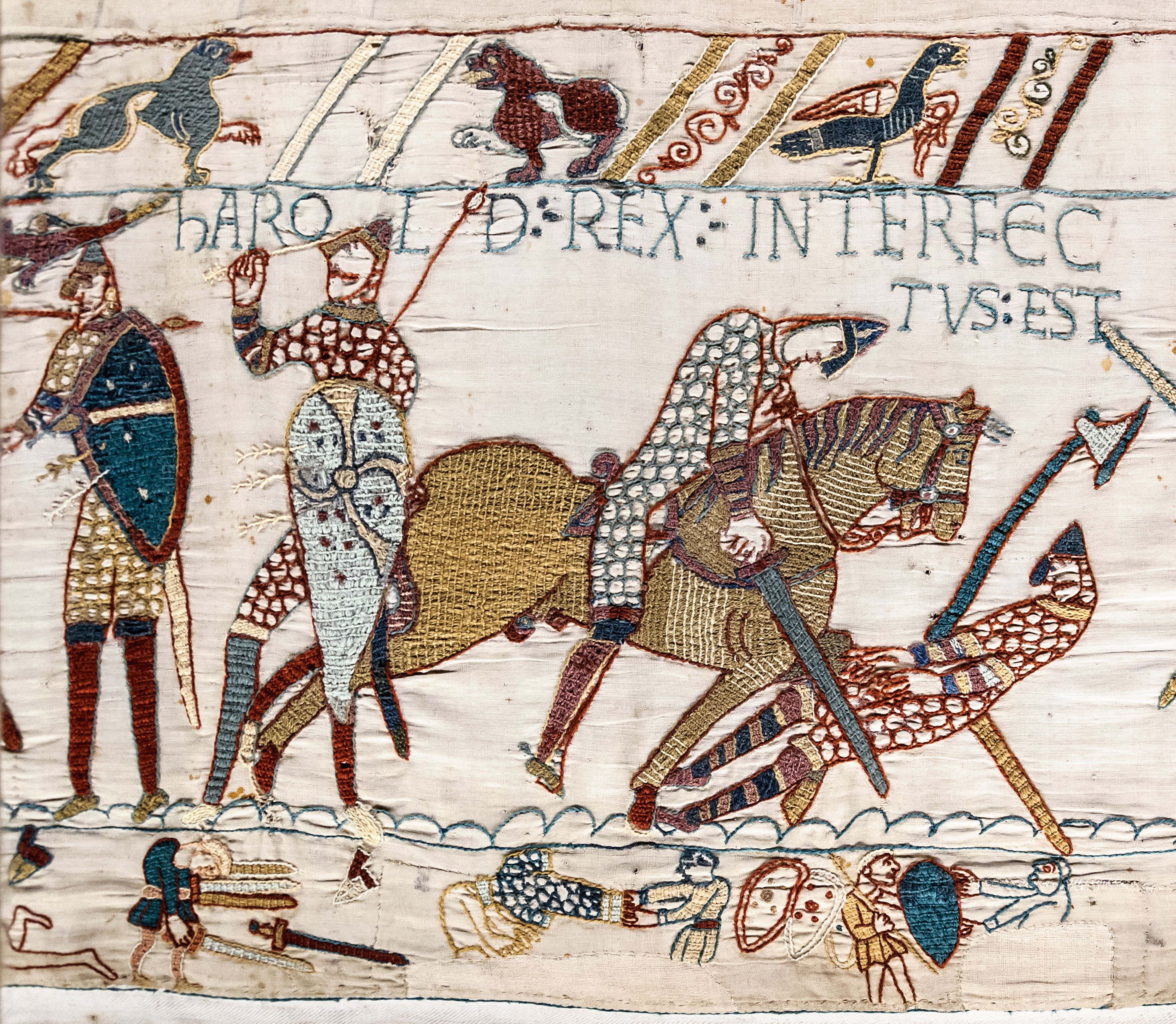
right tapijt van Bayeux

## Trivia
- De eerste signalering van de wyvern komt voor op het tapijt van Bayeux
- De Wessex Constitutional Convention is een politieke groep die streeft naar een eigen regering, vergelijkbaar met Wales en Schotland, voor een gebied gebaseerd op het voormalig koninkrijk Wessex. De vlag is ontworpen door het Flag Institute.
- Koninkrijk Mercia heeft een witte wyvern als symbool